# Willem M. Roggeman
Willem Maurits Roggeman (Brussel, 9 juli 1935) is een Vlaams dichter en prozaschrijver. Hij schrijft, naast gedichten, essays over literatuur en beeldende kunst. 

## Naam
Willem M. Roggeman heeft twee voornamen die verwijzen naar twee beroemde prinsen uit het geslacht van Oranje: Willem van Oranje en diens zoon Maurits van Oranje of Maurits van Nassau. Zijn tweede voornaam heeft hij tot M. afgekort.

## Levensloop
Hij studeerde aan het Koninklijk Atheneum te Etterbeek waar hij de dichter Erik Van Ruysbeek als leraar Nederlands had. Hij studeerde economische wetenschappen aan de Rijksuniversiteit te Gent waar hij bevriend werd met Paul Snoek.
Vanaf 1959 tot 1981 was hij journalist op de culturele redactie van Het Laatste Nieuws waarin hij op advies van Jan Walravens werd opgenomen. Hij publiceerde er artikelen over literatuur, beeldende kunsten en jazz. Van 1981 tot 1993 was hij adjunct-directeur en waarnemend directeur van het Vlaams Cultureel Centrum De Brakke Grond te Amsterdam, waarvoor hij tentoonstellingen van belangrijke Vlaamse kunstenaars en literaire avonden met Vlaamse en Nederlandse auteurs organiseerde. Van 1982 tot 1989 was voorzitter van het Louis Paul Boon Genootschap; hij is het opnieuw sinds 2006.
In 1999 werd hij cultureel ambassadeur van de gemeente Dilbeek. Hij woont in Groot-Bijgaarden.

## Werk
Roggeman is geregeld te gast op internationale poëziefestivals in het buitenland. Hij publiceerde artikelen over beeldende kunst en kunstenaars in onder meer “Kunstbeeld” te Amsterdam en “Kunst en Cultuur” van het Paleis voor Schone Kunsten te Brussel. Dichtbundels verschenen in vertaling in Bulgarije, Canada, Duitsland, Engeland, Frankrijk, Ierland, Italië, Macedonië, Polen, Rusland en Servië. Gedichten werden in Argentinië, Estland, Litouwen, Spanje, Verenigde Staten en Zuid-Afrika opgenomen in literaire tijdschriften en bloemlezingen. Gedichten werden ook in het Catalaans gepubliceerd. 
Componisten hebben muziek geschreven bij zijn gedichten. Kunstschilders hebben zijn verzen in beeld gebracht. Poëzie verscheen zowel in het Nederlands als in andere talen op posters, grammofoonplaten en CD’s.

### Redacteurschap van literaire tijdschriften
Hij was lid van de redacties van de literaire tijdschriften Diagram (1963-1964), Kentering (1966-1976), De Vlaamse Gids (1970-1992), Argus (1978-1981), Atlantis (2001-2002) en Boelvaar poef (vanaf 2006).

### Literaire onderscheidingen
- 1956: eerste prijs in de wedstrijd, uitgeschreven door de artistieke vereniging De Nevelvlek te Antwerpen. De jury bestond uit Gaston Burssens, Louis Paul Boon, Ben Cami en Hugo Raes. De bekroonde gedichten werd gepubliceerd in Het Cahier, het literaire tijdschrift uitgegeven door De Nevelvlek.
- 1963: Dirk Martensprijs van de stad Aalst voor de dichtbundel “Baudelaire verliefd”. De jury bestond uit Gaston Burssens, Louis Paul Boon, professor Herman Uyttersprot, André Demedts en Pieter G. Buckinx.
- 1974: De Louis Paul Boonprijs.
- 1975: Prijs van de stad Brussel.
- 1997: Premio Internazionale di Poesia Riccardo Marchi Torre di Calafuria te Livorno in Italië voor de dichtbundel “L’invenzione della tenerezza”, Italiaanse vertaling van “De uitvinding van de tederheid” (uitgeverij Tratti, Faenza).
- 2003: prijs voor het beste gedicht dat tijdens het 14de internationaal poëziefestival van de steden Vilnius en Druskininkai in Litouwen werd voorgelezen. Het gedicht “Vanzelfsprekende schoonheid” werd door Antanas Gailius in het Litouws vertaald.
- 2007 Premio Tratti voor de “Blue Notebook”, Italiaanse vertaling van de gelijknamige dichtbundel door Giovanni Nadiani van zijn bundel ‘Blue Notebook’. Naar aanleiding daarvan toerde Roggeman op vraag van de uitgeverij door Italië en trad er samen met de Italiaanse jazzgroep Faxtet op.
- 2014 Cultuurprijs van de gemeente Dilbeek

### Poëzie
- Rhapsody in blue, 1958, De Sikkel, Antwerpen (illustratie: Maurice Wyckaert)
- Een (hinder)paalwoning, 1958, Uitgeverij Ontwikkeling, Antwerpen (illustraties: Chris Yperman)
- De revolte der standbeelden, 1960, Ontwikkeling, Antwerpen (illustraties: Maurice Wyckaert)
- Bij wijze van schrijven, 1960, De Beuk, Amsterdam
- Baudelaire verliefd, 1963, Die Poorte, Antwerpen (illustratie: Pol Mara)
- Incunabel, 1964 Colibrant, Deurle
- Het orakel van New York City, 1969, Manteau, Brussel/Den Haag
- Gedichten 1957-1970. De School van het Plotseling Ontwaken, 1972, De Standaard,Antwerpen/ Nijgh en Van Ditmar, Den Haag (inleiding: Mark Dangin)
- Een gefilmde droom, 1973, Hooft, Aalst (3 lithografieën: Pol Mara)
- Sneeuwblindheid, 1974, Nijgh en Van Ditmar, Den Haag
- Een fata morgana in Vlaanderen, 1976 Het Smalle Wed, Maastricht
- De droom van een robot, 1976, Heideland-Orbis, Hasselt (Poëtisch erfdeel der Nederlanden 95)
- Een gril van de natuur, 1979, Van Hyfte, Ertvelde (illustraties: Marcel Wauters)
- Kosmos, 1979, Masereel Instituut, Kasterlee (grafiek: Maurice Haccuria)
- De 7 werken van barmhartigheid, 1980, Honest Arts Movement, Gent (7 etsen: Camille D’Havé)
- Het zwart van Goya, 1982 Manteau, Antwerpen/Amsterdam
- Hommage aan Tinguely, 1984, Imschoot, Gent (5 gedichten met Duitse vertaling door Heinz Schneeweiss; 5 litho’s: Emiel Hoorne)
- Een leegte die verdwijnt, 1985, Marsyas, Amsterdam (illustraties: Marc Mendelson)
- Memoires. Gedichten 1955-1985, 1985, Soethoudt, Antwerpen (inleiding: Paul de Vree; illustratie: Yvan Theys)
- Fictieve winter, 1986, Marsyas, Amsterdam
- Het relaas van Ammanakth, 1987, Dilbeekse Cahiers, Dilbeek (illustraties:Maurice Haccuria)
- Al wie omkijkt is gezien. Gedichten 1974-1987, 1988, Manteau, Antwerpen/Amsterdam (inleiding: Hubert Lampo; portret: Godfried Vervisch)
- Niets gaat ooit voorbij/Nichts geht je vorbei, 1991, Dilbeekse Cahiers, Dilbeek (14 gedichten met Duitse vertaling door Heinz Schneeweiss; illustraties: Kathrin Lübbers; voorwoord: Paul de Boer)
- Afrikaanse emblemata, 1992, Stichting Artcol, Gent (3 gedichten bij drie litho’s van Luc De Blok)
- Kleurstof gemengd in liefde, 1993, Kunstverlag Edition di Bernardi, Aachen (4 kleuretsen: Katrien Caymax)
- De uitvinding van de tederheid, 1994, Poëziecentrum, Gent
- Geschiedenis, 1996, De Beuk, Amsterdam
- Geschiedenis, 1998, uitgeverij P, Leuven (uitgebreide versie; illustratie: Jan Burssens)
- Het failliet van het realisme, 1999, uitgeverij P, Leuven (illustratie: Beniti Coirnelis)
- Erostratos, 1999, Openbaar Kunstbezit in Vlaanderen, Gent (gedichten bij tekeningen van Rik Vermeersch; inleiding: Frans Boenders)
- De tijd hapert in de spiegel, 2000, uitgeverij P, Leuven (inleiding: Geert van Istendael)
- Geschiedenis II, 2002, uitgeverij P, Leuven (illustratie: Jan Cox)
- Het nut van de poëzie, 2003, uitgeverij P, Leuven (illustraties: Fred Bervoets)
- Blue Notebook Jazzgedichten, 2006, Demian, Antwerpen (voorwoord: Simon Vinkenoog)
- De metamorfosen van de dichter, 2008, De Contrabas, Utrecht/Leeuwarden. (pentekeningen: Marc Mendelson)
- Taalgebied, 2009, De Contrabas, Utrecht/Leeuwarden
- Jan van Ruusbroec en de stilte, 2010, Kleinood & Grootzeer, Bergen op Zoom
- Woordenwisseling/ruimtewisseling, 2011, (in samenwerking met Leo Vroman, Kleinood & Grootzeer, Bergen op Zoom
- Hier wonen de woorden, 2012, Kleinood & Grootzeer, Bergen op Zoom
- Notities voor een poëtica van de tijd, 2013, Kleinood & Grootzeer, Bergen op Zoom
- Heidens retabel, 2014, C. de Vries-Brouwers, Antwerpen
- Wat alleen schilders zien, 2015, C. de Vries-Brouwers, Antwerpen (met illustraties door Fred Bervoets)
- Het einde van de avant-garde, 2016, C. de Vries-Brouwers, Antwerpen
- Nu is reeds voorbij, 2018, C. de Vries-Brouwers, Antwerpen (met illustraties door Godfried Vervisch)
- Portretten, 2018, Liverse, Dordrecht (met een illustratie door Jan Burssens)
- In een getekende morgen, 2019, Liverse, Dordrecht (met illustraties door Pol Mara)
- Verdwaalde personages in een denkbeeldige tuin, 2021, Liverse, Dordrecht (met illustraties door Paul Van Gysegem)
- Bewegend portret, 2022, Liverse, Dordrecht (met illustraties door Yvan Theys)

### Proza
- De Centauren. Een autobiografie, 1963, Ontwikkeling, Antwerpen
- De verbeelding. Een antiroman, 1966, Heideland, Hasselt
- Majakofski vliegt over het land en ander proza, 1979, Jimmink, Amsterdam
- De belegering van een luchtkasteel, 1990, Nioba, Antwerpen-Amsterdam (illustratie: Pjeroo Roobjee)
- De verwoesting van Brussel, 2020, Liverse, Dordrecht
- Een warme stem op een winteravond, 2022, Liverse, Dordrecht

### Essays over literatuur
- Cesare Pavese, 1971, Orion/Desclee De Brouwer, Brugge (reeks: Ontmoetingen)
- Het komt me voor dat ik Amerika ben. Poëzie van de Beat Generation, 1972, Orion/Desclee De Brouwer, Brugge
- Beroepsgeheim. Gesprekken met schrijvers, 1975, Nijgh en Van Ditmar, Den Haag, Rotterdam
- Albert Bontridder, 1976, De Nederlandse Boekhandel, Antwerpen-Amsterdam
- Bij nader inzien. Van Achterberg tot Weverbergh, 1976, De Galge, Brugge-Antwerpen (inleiding: Paul de Wispelaere)
- Beroepsgeheim 2. Gesprekken met schrijvers, 1977, Nijgh en Van Ditmar, ’s Gravenhage/Soethoudt, Antwerpen
- Beroepsgeheim 3. Gesprekken met schrijvers, 1980, Soethoudt, Antwerpen
- Beroepsgeheim 4. Gesprekken met schrijvers, 1983, Soethoudt & Co, Antwerpen
- Beroepsgeheim 5. Gesprekken met schrijvers, 1986, Facet, Antwerpen
- Marcel Wauters, 1986, Oostvlaamse Literaire Monografieën, Gent
- Beroepsgeheim 6, 1992, Paradox Press, Antwerpen
- De tijd stilzetten omheen Louis Paul Boon, 2010, Boon Genootschap, Aalst

### Essays over plastische kunstenaars
- Bram Bogart, 1981, Artiestenfonds, Antwerpen
- Atelier. Gesprekken met Jan Burssens - Jan Cox - Paul van Hoeydonck - Pol Mara, 1982, Soethoudt, Antwerpen
- Een portret van Godfried Vervisch, 1984, Honest Arts Movement, Gent
- Camiel Van Breedam: assemblages als protest, 1987, Honest Arts Movement, Gent
- Jan Vanriet, 1990, Museumfonds van het Ministerie van de Vlaamse Gemeenschap, Brussel
- Rik Vermeersch, vrouw & mythe, 2003, Honest Arts Movement, Gent
- Fred Bervoets, een getormenteerde verteller, 2004, Honest Arts Movement, Gent  Vertalingen
- De brand in het architectuurinstituut. Een poëmatheek, 1978, Soethoudt, Antwerpen
- Boris Visinski: De lawine, 1983, Soethoudt, Antwerpen
- Gary Snyder: Schildpadeiland, Poëziecentrum, Gent
- Gregory Corso: Dichters liftend langs de snelweg, 1987, Poëziecentrum, Gent
- Sigurdur Palsson: De enige koningen van IJsland, 2016, Kleinood & Grootzeer, Bergen op Zoom
- Gabriel Rosenstock: De stadswallen van Kilfinane, 2017, Kleinood & Grootzeer, Bergen op Zoom
- Daniel Serafini: Sterrenstof, 2018, Kleinood & Grootzeer, Bergen op Zoom
- Nuno Judice: Het licht van Lissabon, 2019, Kleinood & Grootzeer, Bergen op Zoom